# Lago Neitokainen
Neitokainen (também chamado Neitojärvi ou Finlantto) é um lago artificial na Finlândia. Foi construído no município de Kittilä na encosta de Vesikkovaara em 1991. É conhecido por ter o formato cartográfico da Finlândia.
O comprimento do lago é de somente 116 m e a profundidade média é de um metro. O lago tem o formato da Finlândia em uma escala de 1:10.000.

## História
No início da década de 1990, houve um boom turístico em Lapónia (Finlândia). A empresa de turismo Polartrio queria criar uma vila de férias em Kittilä. A área ao redor do que se tornaria Neitokainen foi zoneada para a construção de acomodações de luxo. A exibição de performances de membros da comunidade Iriadamant foi planejada para trazer visitantes area.
A Polartrio empregou Esko Sääskilahti como gerente de construção do projeto. Sääskilahti projetou o lago como o ponto central da vila, realizou as medições necessárias e marcou os contornos do lago no terreno. O trabalho de escavação durou cerca de uma semana durante o verão de 1991, usando duas máquinas..O trabalho de escavação durou cerca de uma semana durante o verão de 1991, usando duas máquinas.  No entanto, quando o lago foi construído, a indústria do turismo enfrentou uma recessão e a vila nunca foi concluída..